# Raffaello Morghen (historien)
Raffaello Morghen (néle 19 septembre 1896 à Rome et mor le 30 mai 1983 dans la même ville) est un historien italien, spécialiste du Moyen Âge.

## Biographie
Raffaello Morghen est le quatrième enfant d'un père chirurgien qui, gravement malade, se suicide alors qu'il est âgé de sept ans.
Il soutient sa thèse de laurea en 1919 à l'université de Rome « La Sapienza », où il est élève de Pietro Fedele et d'Ernesto Buonaiuti. Professeur à l'université de Palerme à partir de 1938, il enseigne ensuite à l'université de Pérouse à partir de 1943, puis à La Sapienza de 1948 à sa retraite en 1966. Président de l'Istituto Storico Italiano per il Medioevo à partir de 1951, il entre en 1960 à l'Accademia dei Lincei.
Ses recherches ont porté sur l'histoire politique et religieuse de l'Italie, sur l'histoire des hérétiques et sur l'histoire de la papauté du XIe au XIVe siècle.

## Publications
- (it) (éd.), Chronicon Sublacense, Bologne, N. Zanichelli, 1927
- (it) Ancora sulla questione malaspiniana, 1930
- (it) Il tramonto della potenza sveva in Italia, 1936
- (it) Gregorio VII, 1942, 2nde éd. Turin, UTET, 1945
- (it) Medioevo cristiano, 1951
- (it) L'idea di Europa, 1960
- (it) La formazione degli stati europei, 1964
- (it) Civiltà medievale al tramonto, Rome, Bari, Laterza, 1971
- (it) L'età degli Svevi in Italia, 1974
- (it) Gregorio VII e la riforma della Chiesa nel secolo XI, 1974
- (it) Bonifacio VIII e il Giubileo del 1300 nella storiografia moderna, 1975
- (it) Tradizione religiosa nella civiltà dell'occidente cristiano, Rome, ISIME, 1979
- (it) Dante profeta. Tra la storia e l'eterno, Jaca Book, 1983